# Karin Roten
Karin Roten (ur. 27 stycznia 1976 w Leukerbad) – szwajcarska narciarka alpejska, trzykrotna medalistka mistrzostw świata i czterokrotna medalistka mistrzostw świata juniorek.

## Kariera
Po raz pierwszy na arenie międzynarodowej pojawiła się w 1993 roku, startując na mistrzostwach świata juniorów w Montecampione, gdzie zdobyła złoty medal w gigancie. Podczas rozgrywanych rok później mistrzostw świata juniorów w Lake Placid w tej samej konkurencji była druga. Ponadto na mistrzostwach świata juniorów w Voss w 1995 roku była najlepsza w gigancie i druga w slalomie.
W zawodach Pucharu Świata zadebiutowała 27 marca 1993 roku w Åre, zajmując szesnaste miejsce w gigancie. Tym samym już w swoim debiucie wywalczyła pierwsze pucharowe punkty. Na podium zawodów PŚ po raz pierwszy stanęła 29 grudnia 1995 roku w Semmering, kończąc slalom na drugiej pozycji. W zawodach tych rozdzieliła Pernillę Wiberg ze Szwecji i Austriaczkę Elfi Eder. Łącznie sześć razy stawała na podium, odnosząc dwa zwycięstwa: 10 marca 1996 roku w Hafjell i 20 grudnia 1998 roku w Veysonnaz wygrywała slalomy. Najlepsze wyniki osiągnęła w sezonie 1995/1996, kiedy to w klasyfikacji generalnej zajęła dwunaste miejsce, a w klasyfikacji slalomu była szósta. Ponadto w sezonie 1996/1997 była czwarta w klasyfikacji giganta.
Podczas mistrzostw świata w Sierra Nevada w 1996 roku zdobyła srebrny medal w gigancie, plasując się między Włoszką Deborą Compagnoni i Niemką Martiną Ertl. Wynik ten powtórzyła rok później, na mistrzostwach świata w Sestriere, gdzie rozdzieliła Compagnoni i Leïlę Piccard z Francji. Na tych samych mistrzostwach była też trzecia w slalomie, przegrywając tylko z Compagnoni i jej rodaczką, Larą Magoni. Była też między innymi jedenasta w slalomie podczas mistrzostw świata w Vail/Beaver Creek w 1999 roku. W 1994 roku wystąpiła na igrzyskach olimpijskich w Lillehammer, zajmując szesnaste miejsce w gigancie. Brała też udział w igrzyskach olimpijskich w Nagano cztery lata później, gdzie w gigancie ponownie była szesnasta, a rywalizacji w slalomie nie ukończyła.
W 2001 roku zakończyła karierę. Dwa lata wcześniej wyszła za mąż za szwajcarskiego kolarza Armina Meiera, z którym ma dwóch synów. Rozstali się w 2007 roku, od tego czasu wraz z dziećmi mieszka w Beromünster.

## Osiągnięcia

### Igrzyska olimpijskie
| Miejsce | Dzień     | Rok  | Miejscowość | Konkurencja | Czas biegu | Strata | Zwyciężczyni       |
| ------- | --------- | ---- | ----------- | ----------- | ---------- | ------ | ------------------ |
| 16.     | 24 lutego | 1994 | Lillehammer | Gigant      | 2:30,97    | +5,58  | Deborah Compagnoni |
| DNF2    | 19 lutego | 1998 | Nagano      | Slalom      | 1:32,40    | -      | Hilde Gerg         |
| 16.     | 20 lutego | 1998 | Nagano      | Gigant      | 2:50,59    | +6,37  | Deborah Compagnoni |

### Mistrzostwa świata
| Miejsce | Dzień     | Rok  | Miejscowość       | Konkurencja | Czas biegu | Strata | Zwyciężczyni          |
| ------- | --------- | ---- | ----------------- | ----------- | ---------- | ------ | --------------------- |
| 2.      | 22 lutego | 1996 | Sierra Nevada     | Gigant      | 2:10,74    | +0,35  | Deborah Compagnoni    |
| DNF1    | 24 lutego | 1996 | Sierra Nevada     | Slalom      | 1:31,46    | -      | Pernilla Wiberg       |
| 3.      | 5 lutego  | 1997 | Sestriere         | Slalom      | 1:43,88    | +1,60  | Deborah Compagnoni    |
| 2.      | 9 lutego  | 1997 | Sestriere         | Gigant      | 2:39,19    | +0,80  | Deborah Compagnoni    |
| 19.     | 11 lutego | 1999 | Vail/Beaver Creek | Gigant      | 2:08,54    | +3,56  | Alexandra Meissnitzer |
| 11.     | 13 lutego | 1999 | Vail/Beaver Creek | Slalom      | 1:33,97    | +1,71  | Zali Steggall         |
| 15.     | 7 lutego  | 2001 | St. Anton         | Slalom      | 1:32,95    | +6,79  | Anja Pärson           |

### Mistrzostwa świata juniorów
| Miejsce | Dzień    | Rok  | Miejscowość   | Konkurencja | Czas biegu | Strata | Zwyciężczyni     |
| ------- | -------- | ---- | ------------- | ----------- | ---------- | ------ | ---------------- |
| 60.     | 5 marca  | 1993 | Montecampione | Supergigant | 1:39,23    | +7,46  | Isolde Kostner   |
| 1.      | 7 marca  | 1993 | Montecampione | Gigant      | 2:06,03    | -      | -                |
| 14.     | 11 marca | 1994 | Lake Placid   | Supergigant | 1:23,29    | +4,30  | Hilde Gerg       |
| 2.      | 13 marca | 1994 | Lake Placid   | Gigant      | 2:19,29    | +1,28  | Mélanie Turgeon  |
| 30.     | 16 marca | 1995 | Voss          | Zjazd       | 1:26,23    | +2,87  | Sylviane Berthod |
| 2.      | 18 marca | 1995 | Voss          | Slalom      | 1:22,12    | +1,04  | Marlies Oester   |
| 1.      | 20 marca | 1995 | Voss          | Gigant      | 2:02,46    | -      | -                |

### Puchar Świata

#### Miejsca w klasyfikacji generalnej
- sezon 1993/1994: 102.
- sezon 1994/1995: 64.
- sezon 1995/1996: 12.
- sezon 1996/1997: 14.
- sezon 1997/1998: 18.
- sezon 1998/1999: 21.
- sezon 2000/2001: 86.

#### Miejsca na podium w zawodach
1. Semmering – 29 grudnia 1995 (slalom) – 2. miejsce
2. St-Gervais – 28 stycznia 1996 (slalom) – 2. miejsce
3. Hafjell – 10 marca 1996 (slalom) – 1. miejsce
4. Vail – 15 marca 1997 (gigant) – 3. miejsce
5. Veysonnaz – 20 grudnia 1998 (slalom) – 1. miejsce
6. Semmering – 28 grudnia 1998 (slalom) – 2. miejsce